# Galaicos

Pueblos prerromanos de la península ibérica.

Idiomas en la península ibérica en el 300 a. C.

El término galaicos (derivado del latín gallaeci o callaeci y del griego Καλλαϊκοί) designa un conjunto de pueblos que habitaron el noroeste de la  península ibérica antes y durante el Imperio Romano y cuyas lengua y cultura podrían haber sido celtas o "celtizadas" mezclándose pueblos celtas con otros pueblos indígenas-. El término gallaecus pasó a designar, desde finales del Imperio de Occidente, al conjunto de habitantes de Gallaecia y Galicia (siendo, de hecho, el origen lingüístico del gentilicio actual "gallego"). Ocupaban la práctica totalidad de la actual Galicia exceptuando las comarcas de Valdeorras y Trives en Orense (habitadas por astures gigurros y tiburos, respectivamente) y parte de Los Ancares de Lugo (ocupados por los astures lougeos). Se extendían al este por Asturias para hacer frontera con los astures en el río Navia, y hacia el sur ocupando el norte de Portugal hasta el río Duero y haciendo frontera con los lusitanos.

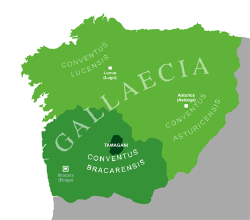
Provincia romana de Gallaecia.

## El origen del nombre
No está demostrado [como advierte Untermann] que el término galaicos callaecos deriva de una supuesta, sobre la base de una errónea lectura de las fuentes, tribu de los brácaros situada en el noroeste de Portugal, que supuestamente habría servido para que los romanos, por extensión y generalización del término, denominasen a todas las restantes tribus culturalmente afines que se extendían desde el río Duero hasta el norte de Galicia. Los galaicos o calaicos (c/g;l/ll) siempre se conocieron por este nombre.
Búa Carballo opina que se trata de un derivado de *kalla < *kalna < *kl̥na 'montaña, colina'. Los callaici serían pues los montañeses. Pero como advierte Prosper, la raíz *kelH- 'alzar, elevarse' tiene laringal (lat. culmen < *kelH-men, collis < *kolH-ni) y una forma  reconstruida sobre la raíz *kl̥H-na, habría dado **klāna en una lengua celta. Propone por ello otra forma con claras correspondencias celtas. Se trata de *kl̥ni 'bosque' y que se documenta en el antiguo irlandés caill, galés, celli y córnico, kelli.
Juan José Moralejo Álvarez, por su parte señala, "que Gallaecia tendría sus allegados etimológicos en latín callus, 'callo' y collis, 'colina en el (pre)griego colofón... Y celtae también podría entrar en la opción etimológica *Kel- serían algo así como los 'altivos'.
Habría que discutir también si el ide. *Kel-, 'levantar, elevar' es o no la misma raíz que , ampliada, tenemos en irl. ant. calath y gal. caled, 'duro' y en el etnónimo galo caleti, caletesque podrían relacionarse con los hispánicos Caladunun, Calubriga, Portu Cale, etc.
En principio no parece difícil conectar los significados de 'elevado, alto' y 'duro, fuerte', sobre todo si pensamos en el terreno, en sus formas y su poblamiento. Metidos en gastos de conjeturas y si se admitiera solamente la base *kal- sin sufijación *-na- podríamos borrar la diferencia entre cal(a)- y call(a)- suponiendo que en Callaecia y Callaicus la geminación es de motivación expresiva".

## Tribus y clanes
Había más de 50 tribus galaicas. Algunas son:

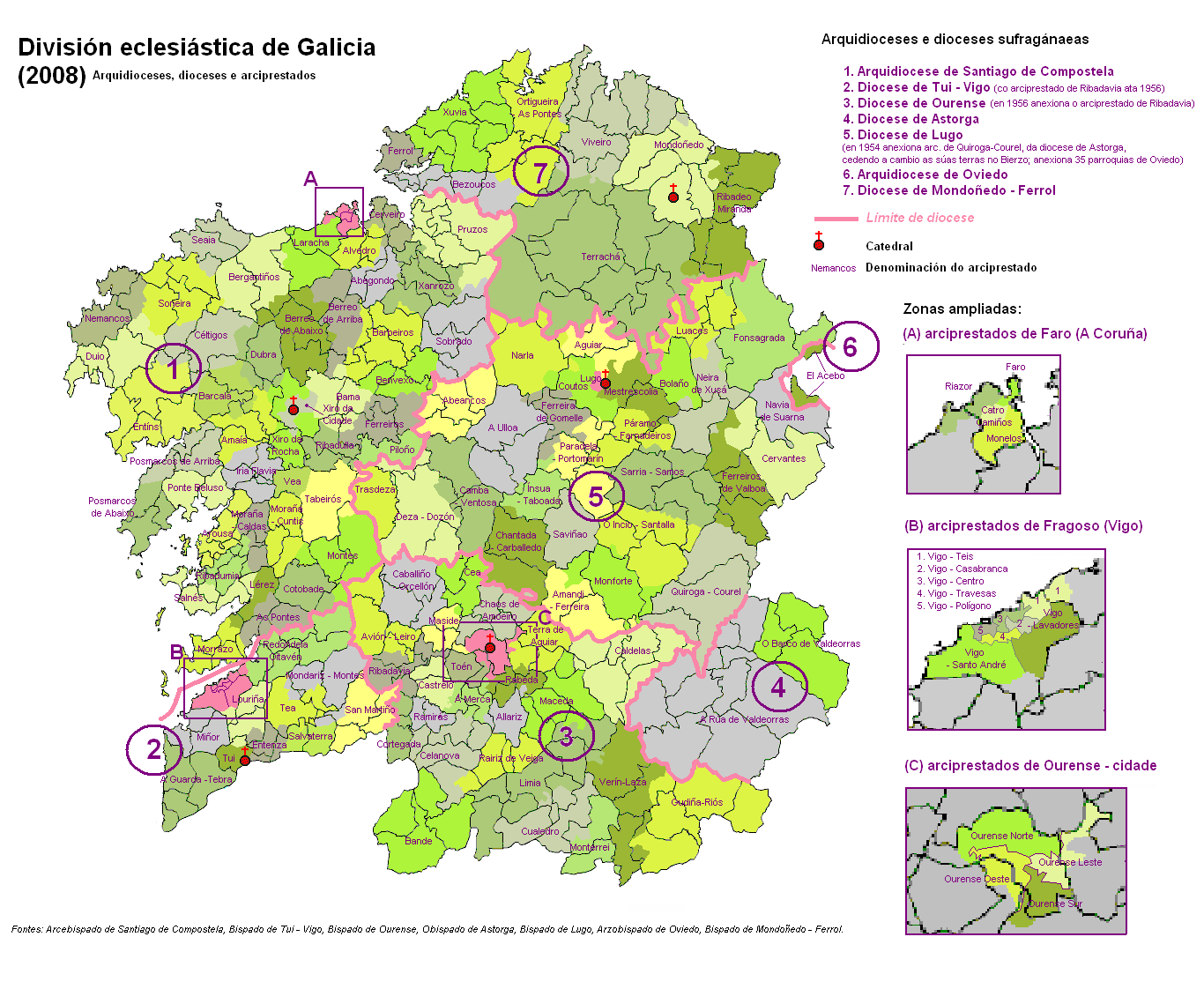
División eclesiástica de Galicia. Muchos de sus arciprestazgos hacen referencia a entidades étnicas prerromanas, como Nemancos, Céltigos, Entíns o Posmarcos, entre otros muchos.

- Abios
- Albiones:
- Aquiflavienses:
- Arrionos:
- Artabros:
- Aubriguenses:
- Baedios:
- Bibalos:
- Brácaros :
- Brigantes
- Cibarcos:
- Cilenos:
- Coelernos:
- Corporos:
- Cuarquenos:
- Ecuasos:
- Eturios:
- Egovarros namarinos:
- Grovios:
- Helenios:
- Interamicos:
- Lapatiangos:
- Ladovios:
- Lemicos o Limiagos
- Lemavos:
- Leunos
- Luancos:
- Lubaenos:
- Meros:
- Naebisocos:
- Narbasos:
- Nemetatos:
- Nobiagonos:
- Poemanos:
- Rilenios:
- Salassos:
- Seurbios
- Seurros:
- Supertamarcos:
- Tamagones
- Veasminos:

## Afiliación
Florentino López Cuevillas, en sus obras "La civilización céltica en Galicia" y "Os oestrimnios, os saefes e a ofiolatría en Galiza" afirma que Gallaecia estaba ocupada por diversos pueblos indoeuropeos, celtas y preceltas, estos últimos eran llamados oestrimios, (emparentados con los ligures, pueblo relacionado con el periodo megalítico que se cree ocupó gran parte de Europa). Estos oestrimios se especula eran:
seurros, tiburos, bibalos, caporos, zoelas, nobiagonos, abios, tirios, veasminos, salassos, rilenios, helenios, grovios.
Los oestrimios son un constructo de la historiografía, que toma este término de Avieno, para referirse (Cuevillas) a la población aborigen de origen protocéltico asentada,sino antes en la Edad de Bronce (previamente al 600 a. C.) en el noroeste peninsular (véase Historia antigua de la península ibérica) y a los cuales se pretende asociar con el desarrollo de la Edad del Bronce atlántico en Galicia y sus intensos vínculos con las demás comunidades atlánticas como los finisterres de Francia en la Armórica y las islas británicas. El mito de la "Xeración Nós" interpreta que posteriormente vinieron las invasiones célticas de saefes o Sierpes (hombres serpiente) y de los draganos. Hasta las últimas investigaciones genéticas que establecen el parentesco de la Cornisa Cantábrica con los estratos pre-germánicos de las islas británicas, se venía ya creyendo en un parentesco producto de estas míticas invasiones de los gallegos, asturianos y leoneses con irlandeses, escoceses y especialmente, galeses, Sin embargo lo que estas últimas investigaciones parecen demostrar es que nunca existió un invasión desde Europa Central y que más bien los celtas de estos territorios descienden de los mismos ancestros de etapas previas, es decir que son indígenas, con un posible aporte de elementos nórdicos probablemente arrastrados durante el intenso flujo de relaciones comerciales de la Edad del Bronce que fue un fenómeno muy particular y que no ha vuelto a conocer paralelo sino hasta nuestros días; sin embargo es claro que existen elementos centroeuropeos provenientes de rutas terrestres que llegaron a la Meseta Central y desde este punto llegaron a influenciar el noroeste peninsular en una muy baja intensidad de frecuencia de relaciones. Estos celtas se asentaron en el norte de Portugal y el área de la Galicia actual, introduciendo en esta región la cultura de Urnas de Vlenden-Bennghardt (variante de las de Urnenfelder) que se manifestaría claramente después en la cultura de los castros o castreña. (Véase también Castros de Galicia y Cultura de los castros sorianos). Así a ambos pueblos se les suele atribuir el origen de los actuales habitantes del noroeste, draganos y sefes, acabarían por conformar los pueblos astur y galaico, asociándose entre los dos algunas tribus protocélticas, por ejemplo, los tiburos y los zoelas pasaron a ser astures. Las leyendas a uno y otro lado de la mar como el Leabhar Ghabhála Érenn, establecidas por autores como T.W.Rolleston en su libro Los Celtas, afirman que los galaicos del norte conquistaron Irlanda. Esto puede ser un recuerdo mitificado de viejos periplos marinos de la Edad del Bronce previos a la navegación fenicia que destruyó sus rutas, o bien puede tratarse de una demostración de la erudición geográfica de los monjes irlandeses que transcribieron al papel los mitos y tradiciones de su pueblo, el gaélico no sería la misma lengua que hablaron estos galaicos; comprobado esta que en la región galaica se hablaba una lengua indoeuropea de carácter arcaico estrechamente emparentada con los grupos de lenguas celtas conocidas, pero que no pertenece a ninguna de estas y estaríamos hablando de un tercer y más primitivo grupo de lenguas celtas que conservaron su carácter arcaico hasta época romana debido al aislamiento en el cual se sumieron durante las etapas primeras de la Edad del Hierro y este fenómeno podría compararse con el problema picto en Escocia ya que es sabido que no eran gaélicos ni córnicos pero que sin embargo inscripciones oghámicas revelan un carácter céltico arcaico, es decir que no es fruto de la influencia de sus vecinos con una lengua evidentemente más moderna que la que ellos hablaban, es probable que sea un pueblo celta arcaico aislado de los grupos ya influenciados por los rasgos culturales centroeuropeos de la segunda Edad del Hierro asociados con la expansión de la cultura y la plástica de La Téne. Lo que ya se conocía es que casi todos los pueblos precélticos inmediatamente previos a la conquista romana estaban ya aculturizados.
El mito dice que los celtas saefes, o celtas de Hallstatt, en su emigración, encontraron ya el noroeste peninsular bastante poblado (Estrabón habla de unas 50 tribus, mientras que Plinio el Viejo dice que eran más de 65). Sin embargo los sefes mantuvieron una buena convivencia con la población autóctona, se cree que por su afinidad indoeuropea. Los celtas no se asimilaron ni asimilaron a nadie, cada comunidad celta en Europa es fruto de un mestizaje muy distinto el uno del otro por razones de distancia y de cultura, la influencia de la plástica y las características "tradicionalmente" celtas fue en la mayoría de los casos tardía y esporádica, sin embargo la presencia de elementos «laténicos» no es indicador de «celticidad» según se puede inferir del estudio de su rastro dejado en esa época en la arquitectura y la metalurgia.

## Geografía
Todas estas tribus ocupaban desde el Duero (Baixo Minho) hasta el mar Cantábrico, al este, en el Navia con los pésicos, en Ancares con los lóugei, con los astures tiburos en las montañas de San Mamede y Cabeza de Manzaneda y con los también astures zoelas en las sierras de Sendim, Bornes, Meles y Lama longa.

## Forma de vida
Las mujeres tenían la tarea de trabajar la tierra y recolectar en el bosque, normalmente para hacer el llande, mientras que los hombres cazaban o cuidaban el ganado. Sus escasos cultivos eran de escanda, cerro y cebada principalmente. Mas cuando precisaban de más recursos, los que podían permitirse llevar armamento organizaban saqueos guerreros.
Los cronistas de las campañas romanas como Plinio el Viejo, Estrabón relataban una sociedad matriarcal y democrática (un conjunto de clanes con un representante elegido por los miembros del clan, y los representantes de los clanes de una tribu elegía al jefe de tribu cada año), aunque algunas personas se cobijaban alrededor de una especie de aristocracia militar que gobernaba su castro o clan, casi siempre acompañado de un sacerdote o arúspice a modo de consejero (posiblemente un rol similar al de los druidas, aunque no con ese nombre). Se cree que su sociedad podría haber tenido tintes igualitarios, incluyendo mujeres guerreras de manera similar a los lusitanos y vetones. El cronista Antonio Diógenes cuenta cómo entre los ártabros, una tribu galaica, "las mujeres hacen la guerra y los hombres guardan la casa y se ocupan de las labores femeninas", mientras que Apiano dice que, entre los brácaros, las mujeres combatían junto a los hombres "nunca volviéndose, nunca mostrando la espalda o dejando escapar un grito". Se ha de notar, empero, que Silio Itálico cuenta exactamente lo opuesto ("cualquier ocupación que no tenga que ver con la dura profesión de Marte la esposa galaica la afronta incansable"), y que las características de este matriarcado están debatidas.

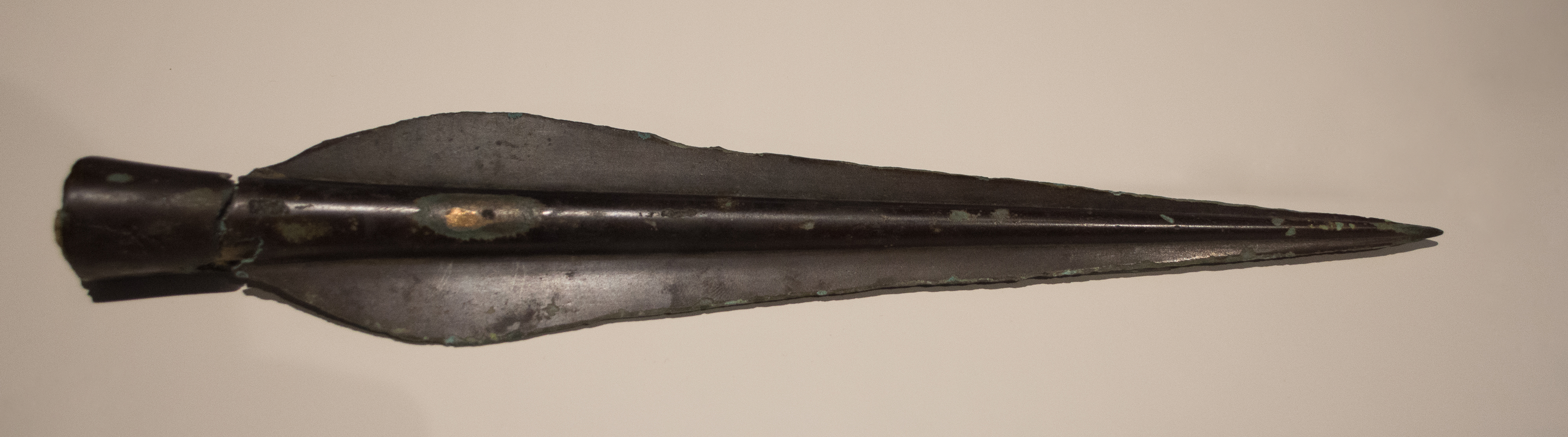
Punta de lanza de bronce. Siglos XII-XI a. C. Procedencia: Alcaián, Coristanco (La Coruña). Conservada en el Museo Arqueolóxico e Histórico Castelo de San Antón (La Coruña).

Su armamento consistía principalmente en una caetra o escudo oblongo de madera o mimbre forrado de cuero, una lanza, una espada larga o puñal de antenas, aunque dependiendo de su posición económica, el número y calidad de armas y protecciones como grebas, cotas de malla o cascos podía variar. Algunos guerreros/as llevaban torques como atestiguan aquellos encontrados en muchos castros galaicos.
La vestimenta de los hombres, según muestran las estatuas de guerreros galaicos (norte de Portugal), estaba compuesta por una camisa larga (sujeta con un cinturón en la cintura), que acababa casi en las rodillas, donde unas líneas de diversos colores formaban un estampado de cuadros o rombos para diferenciarse de otros clanes, como actualmente siguen haciendo los clanes escoceses. También usaban el sago al igual que muchos otros pueblos vecinos como cántabros y astures, hecho que demuestran las fuentes clásicas y el hallazgo de fíbulas en los yacimientos arqueológicos (Alberto Álvarez Peña Celtas en Asturies). Además, en algunas tribus los hombres también usaban falda, la lena celta, cosa que se mantuvo en algunas zonas de Galicia hasta los siglos XVIII-XIX, con ejemplos como la falda de Betanzos y la falda de Tuy similar al kilt escocés pero sin tartanes. Calzaban coricias o abarcas y a veces una especie de calzas sujetas a la espinilla con cordones. El traje de la mujer no variaba más que en una falda mucho más larga, algo parecido en la forma al actual traje tradicional.

## Religión
- Lug: Dios del sol y de los muertos.
- Bormanico: Dios de las aguas termales.
- Sannoava: Diosa local vinculada a las fuentes según la inscripción encontrada en Campañó Pontevedra. Su nombre puede traducirse por "raudal" y deriva de la raíz sn̥wa "moverse rápidamente" más el sufijo abundancial -awa, de tal manera que podría reconstruirse como sn̥wa-awa. Este radical, no documentado en Hispania, es el mismo que encontramos en los antropónimos galos Sanuaca y Sanuanus.
- Nauia o Nabia: Otra de las deidades galaicas más atestiguadas es Nauia (al norte del río Miño) o Nabia (en el sur) con una veintena de epígrafes documentando su culto en un área que incluye a galaicos, lusitanos y astures. Los dedicantes son sobre todo indígenas, como refleja su antroponimia y como sucede en el resto de las divinidades de la zona. La interpretación mayoritaria defiende un carácter acuático para Navia (así José María Blázquez Martínez1Blázquez, Coelho, Ferreira da Silva y otros). Leite de Vasconcelos ya relacionó a esta diosa con los santuarios acuáticos y con el sánscrito navya, “curso de agua”. Apoyaría esta interpretación la existencia de hidrónimos modernos como Navia, Naviegu, Navelgas, Navidiellu, y Nalón (antiguo *Nauilo) todos en Asturias, Navea (afluente del Sil en Orense), o los antiguos Nabalia (Eck afluente del Rin), Nauaeus (Río Naver, Escocia) Nauesbia (actual Naseby, Northants) o Nabarcos (Neber, Gran Bretaña). Blanca García ha explicado la vinculación de Nabia con los ríos a partir de la concepción céltica del agua como elemento característico del acceso al Más allá: desde esta perspectiva, Nabia sería una divinidad soberana facilitadora del acceso al allende a través del agua. Otros (así Prosper[5]) defienden una relación con el moderno nava 'valle', teniendo en cuenta la inexistencia de corrientes acuáticas en algunos lugares de culto, consideran a Nauia diosa indígena de los valles (*<Nau-ya 'con forma de nave o barco') semejante a la Diana de los latinos . Su vínculo con las divinidades acuáticas, se explicaría por el hecho de que los valles pudieran acoger la existencia de un río. En realidad ambas percepciones son compatibles, pudiendo traducirse Navia como "la barquera", que al habitar necesariamente en cursos fluviales les habría dado nombre. El mito aparece en los arcaicos pasajes del segundo ciclo de la epopeya heroica irlandesa en los que se describe a una bella mujer que en el mito céltico desempeña el papel de mensajera de la Muerte y psicopompa conductora de las almas de los jóvenes a la morada de los difuntos, cual moura o lavandeira de ciertas leyendas. Cúchulainn , sin saberlo, hiere mortalmente a su propio hijo Connla o Conlaoch . Aparece entonces un hada que se dirige a Connla para decirle: ”Los inmortales te invitan. Serás uno de los héroes del pueblo de Tethra. Día tras día se te verá en las asambleas de tus abuelos, en medio de aquellos que te conocen y te aman.". Cúchulainn ve cómo su hijo se lanza a la barca de vidrio que usa la hechicera , y le ve alejarse hasta desaparecer.[6] El mito se repite en el viaje del rey Arturo hacia su destino final en Ávalon , y aún sobrevive en el norte en advocaciones a la Virgen de la Barca (Mugía ) o Virgen de Covadonga (Cangas de Onís ) ambas festividades del 8 de septiembre.

- Deva: Literalmente "diosa", de acuerdo con un desarrollo vocálico céltico <* Deiwa (Latin Diva) y cuya existencia aparece constatada en hidrónimos afluentes del río Miño, ha de considerarse un apelativo genérico de la anterior, sobre todo si tenemos en cuenta que Deva es también el nombre del arroyo que forma el famoso salto de la Virgen de Covadonga (Cangas de Onís).
- Cosus: (Cosso, Cossue, Cosei en dativo) según las aras votivas a esta divinidad que se extienden desde por toda la franja costera atlántica desde el centro de Portugal hasta el Mar Cantábrico, (áreas de los Bracaros, Cilenos, Célticos y Artabros) internándose en los montes astures de Gigurros, Lougeos y Susarros. Se trata de un dios asimilado a Marte, lo que encaja bien con el carácter de estas tribus, que como cuenta Estrabón (4-4.5) estaban en continuo pie de guerra antes de la llegada de los romanos. Cuando se refiere a los habitantes montañeses del norte (Geografía. libro III) afirma que "sacrifican a Ares machos cabríos y también toros y caballos". El geógrafo considera que un dios asimilado al Ares griego, dios de la guerra, era el principal de los pueblos del norte. Las inscripciones con radical COS- han sido estudiadas por Ferreira da Silva, resultando evidente su asimilación a Marte en el ara votiva de Brandomil "COSO M(ARTI)".[7] La etimología de Cossu o Cosu ha sido detenidamente estudiada por Prosper,[8] quien lo hace derivar de una raíz *Kom-dH-to, con el significado de "confluencia" donde se produce una evolución mdt > ns > ss / s. Con ello, Cosso es plenamente equiparable al britónico Condatis, conocido por varias inscripciones en el Reino Unido y una encontrada en Sarthe (Francia). En cada caso, se equipara también con el Marte romano (cif: CONDATI MARTI. Barnard Castle-Yorkshire.) y al igual que Cosso, el nombre significa "Dios de la Confluencia" derivando de una raíz *Kom-deH₁-ti. Esta asociación secundaria entre la confluencia de las aguas y rito guerrero vinculan a galaicos y astures con el mundo celta.
- Bandu:(Bandua en dativo) Es sin duda, y a raíz de la inscripción encontrada en Rairiz de Veiga (Orense) y que reza: MARTIS SOCIO BANDUAE, un dios guerrero asimilado a Marte, y por tanto con las mismas funciones que Cosso, con el que resulta excluyente. Así lo entiende Olivares Pedreño.[9] Con ello parece confirmarse la existencia de al menos dos pueblos entre los galaicos con diferentes cultos religiosos. El culto a Bandua, del que se varios testimonios seguros epigráficos, tuvo una clara continuidad territorial en todo el Atlántico interior, desde Galicia (principalmente Orense) hasta el sur del río Tajo, pero hacia la costa sus advocaciones desaparecen en favor de Cosso. (ver gráfico).
- Revi: (Reve en dativo)